# Ёсида (княжество)

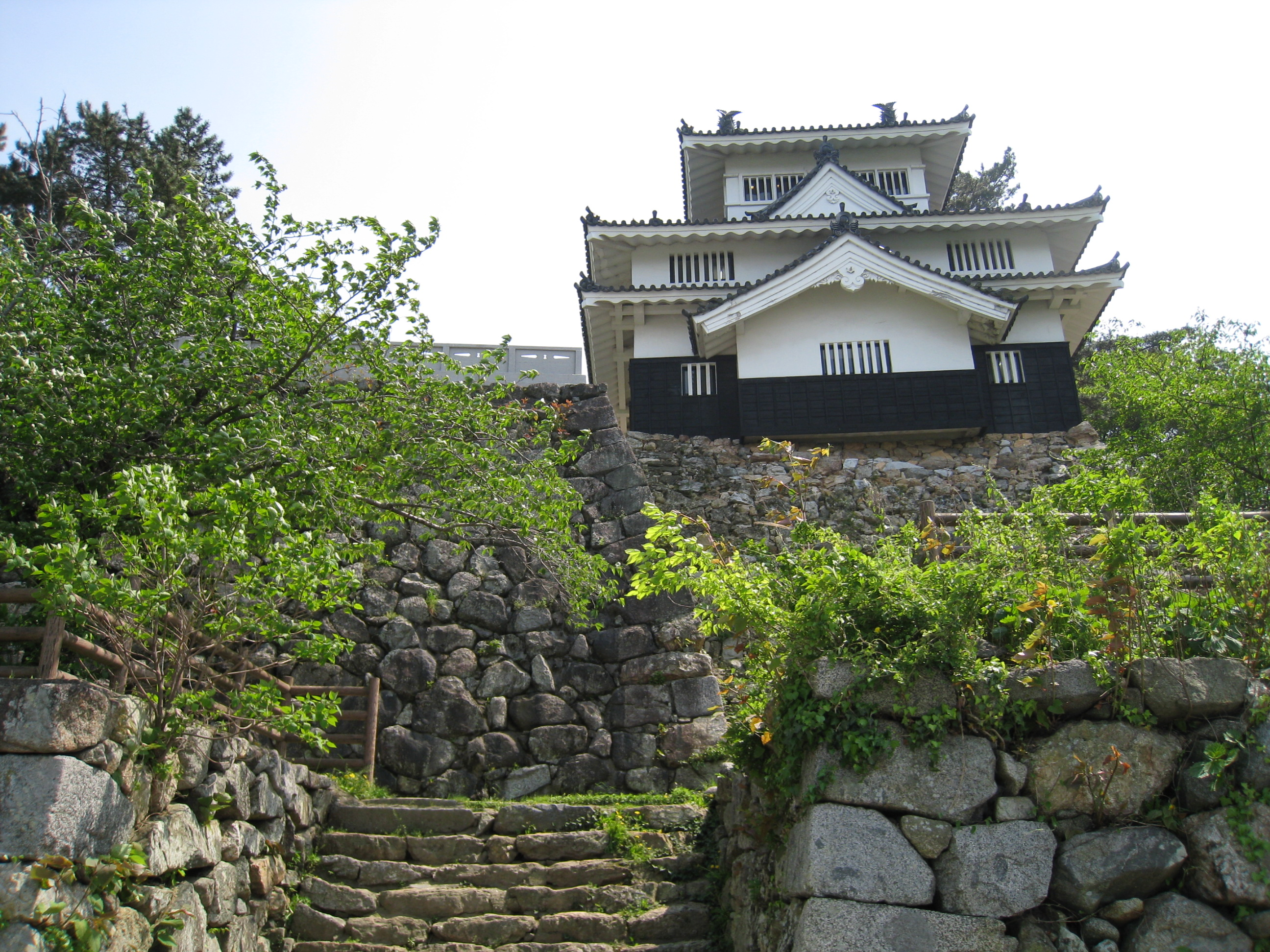
Замок Ёсида, столица Ёсида-хана

Княжество Ёсида (яп.  吉田藩 Ёсида-хан) — феодальное княжество (хан) в Японии периода Эдо (1600—1871). Ёсида-хан располагался в провинции Микава региона Токайдо на острове Хонсю (современная префектура Айти). Незадолго до ликвидации он был переименован в Тоёхаси-хан (豊桥藩).

## История
Административный центр княжества: замок Ёсида (современный город Тоёхаси, провинция Айти).
Доход хана:
- 1600—1632 годы — 30 000 коку риса
- 1632—1697 годы — 40 000 коку
- 1697—1705 годы — 50 000 коку риса
- 1705—1712 годы — 80 000 коку
- 1712—1871 годы — 70 000 коку риса

В 1590 году после завоевания замка Одавара и уничтожения рода Го-Ходзё Тоётоми Хидэёси передал Токугава Иэясу обширные владения в регионе Канто. Токугава Иэясу отдал часть своих бывших владений в провинции Микава Икэде Тэрумаса. Икэда Тэрумаса построил город вокруг замка Ёсида и значительно расширил свою резиденцию. В 1600 году после битвы при Сэкигахара Икэда Тэрумаса был переведен в замок Химэдзи (провинция Харима).
После создания сёгуната Токугава замок Ёсида стал центром Ёсида-хана. Благодаря своему расположению, княжество занимало стратегически важное положение в регионе Токайдо, между Эдо и Киото. Город также был морским и речным портом.
С 1600 по 1614 год княжество управлялось родом Мацудайра (ветвь Такэноя). Первым правителем стал Мацудайра Иэкиё (1566—1610), вассал Токугава Иэясу, который ранее владел доменом Хатиманияма (провинция Мусаси) с доходом 10 000 коку риса. В 1610 году ему наследовал старший сын Мацудайра Тадакиё (1585—1612).
В 1612—1632 годах Ёсида-ханом владел род Мацудайра (ветвь Фукодзу). В 1612 году в замок Ёсида был переведен Мацудайра Тадатоси (1582—1632), ранее правивший в Фукодзу-хане (провинция Микава). В 1632 году ему наследовал старший сын Мацудайра Тадафуса (1619—1700). В том же году он был переведен в Кария-хан (провинция Микава).
В 1632—1645 годах княжеством управлял род Мидзуно. В 1632 году в Ёсида-хан был переведен из Кария-хана Мидзуно Тадакиё (1582—1647). В 1642 году он получил во владение Мацумото-хан (провинция Синано). Ёсида-хан был передан Мидзуно Тадаёси (1612—1676), бывший правитель Танака-хана (провинция Суруга). В 1645 году он был переведен в Окадзаки-хан (провинция Микава).
В 1645—1697 годах Ёсида-хан принадлежал роду Огасавара. В 1645 году первым правителем стал Огасавара Тадатомо (1599—1663), ранее владевший Кицуки-ханом (провинция Бунго). Его потомки управляли княжеством до 1697 года. В 1697 году 4-й даймё Огасавара Нагасигэ (1650—1732) был переведен в Ивацуки-хан (провинция Мусаси).
В 1697—1705 годах правителем княжества был Кузэ Сигэюки (1659—1720), ранее владевший Камэяма-хана (провинция Тамба). В 1705 году он был переведен в Сэкиядо-хан (провинция Симоса).
В 1705—1712 годах Ёсида-хан принадлежал роду Макино. В 1705 году в замок Ёсида из Сэкиядо-хана был переведен Макино Нарихару (1682—1707). В 1707 году ему наследовал старший сын Макино Наринака (1699—1719), который в 1712 году он был переведен в Нобэока-хан (провинция Хюга).
В 1712—1729 годах правителем княжества был Мацудайра Нобутоки (1683—1744), представитель одной из ветвей рода Мацудайра, бывший ранее даймё Кога-хана (провинция Симоса). В 1729 году Мацудайра Нобутоки был назначен даймё Хамамацу-хана.
В 1729—1749 годах Ёсида-ханом владел Мацудайра Сукэкуни (1700—1752), представитель ветви Мацудайра-Хондзё, ранее правивший в Хамамацу-хане (провинция Тотоми). В 1749 году он вторично был переведен в Хамамацу-хан.
С 1752 по 1871 год княжеством владел род Мацудайра (ветвь Нагасава-Окоти). В 1752 году в Ёсида-хан из Хамамацу-хан был переведен Мацудайра Нобунао (1716—1768), старший сын и преемник Мацудайры Нобутоки. Его потомки управляли ханом вплоть до 1871 года.
Последний (7-й) даймё Ёсида-хана Мацудайра Нобухиса (1849—1871) занимал ряд важных постов в период Бакумацу. Во время Войны Босин (1868—1869) самураи княжества разделились, одни поддерживали сёгунат Токугава, а другие — нового императора Мэйдзи. В марте 1868 года после падения Нагоя-хана Мацудайра Нобухиса сдал без сопротивления замок императорским силам. В июне 1869 года Ёсида-хан был переименован в Тоёхаси-хан.
В июле 1871 года Ёсида-хан, как и все остальные княжества, был ликвидирован. Первоначально территория княжества была переименована в префектуру Тоёхаси, которая в ноябре 1871 года была объединена с префектурой Нуката. В ноябре 1872 года она стала часть префектуры Айти.

## Правители княжества
- Мацудайра (ветвь Такэноя), 1600—1612 (фудай-даймё)

| № | Имя               | Имя       | Годы правления | Годы жизни  | Примечания                                           |
| - | ----------------- | --------- | -------------- | ----------- | ---------------------------------------------------- |
| 1 | Мацудайцра Иэкиё  | 松平 家清 | 1600 — 1611    | 1566 — 1610 | Сын Мацудайры Киёмунэ, главы ветви Мацудайра-Такэноя |
| 2 | Мацудайра Тадакиё | 松平忠清  | 1610 — 1612    | 1585 — 1612 | Старший сын и преемник Мацудайры Тадакиё             |

- Мацудайра (ветвь Фукодзу) 1612—1632 (фудай-даймё)

| № | Имя                 | Имя      | Годы правления | Годы жизни  | Примечания                     |
| - | ------------------- | -------- | -------------- | ----------- | ------------------------------ |
| 1 | Мацудайцра Тадатоси | 松平忠利 | 1612 — 1632    | 1582 — 1632 | Старший сын Мацудайры Иэтады   |
| 2 | Мацудайра Тадафуса  | 松平忠房 | 1632 — 1632    | 1619 — 1700 | Старший сын Мацудайры Тадатоси |

- Род Мидзуно, 1632—1645 (фудай-даймё)

| № | Имя             | Имя      | Годы правления | Годы жизни  | Примечания                     |
| - | --------------- | -------- | -------------- | ----------- | ------------------------------ |
| 1 | Мидзуно Тадакиё | 水野忠清 | 1632 — 1642    | 1582 — 1647 | Четвертый сын Мидзуно Тадасигэ |
| 2 | Мидзуно Тадаёси | 水野忠善 | 1642 — 1645    | 1612 — 1676 |                                |

- Род Огасавара, 1645—1697 (фудай-даймё)

| № | Имя                | Имя        | Годы правления | Годы жизни  | Примечания                                |
| - | ------------------ | ---------- | -------------- | ----------- | ----------------------------------------- |
| 1 | Огасавара Тадатомо | 小笠原忠知 | 1645 — 1663    | 1582 — 1647 | Третий сын Огасавара Хидэмасы             |
| 2 | Огасавара Наганори | 小笠原長矩 | 1663 — 1678    | 1624 — 1678 | Старший сын и преемник Огасавара Тадатомо |
| 3 | Огасавара Нагасукэ | 小笠原長祐 | 1678 — 1690    | 1644 — 1690 | Старший сын Огасавара Наганори            |
| 4 | Огасавара Нагасигэ | 小笠原長重 | 1690 — 1697    | 1650 — 1732 | Второй сын Огасавара Наганори             |

- Род Кузэ, 1697—1705 (фудай-даймё)

| № | Имя          | Имя      | Годы правления | Годы жизни  | Примечания                         |
| - | ------------ | -------- | -------------- | ----------- | ---------------------------------- |
| 1 | Кузэ Сигэюки | 久世重之 | 1697 — 1705    | 1659 — 1720 | Третий сын и преемник Кузэ Хироюки |

- Род Макино, 1705—1712 (фудай-даймё)

| № | Имя             | Имя      | Годы правления | Годы жизни  | Примечания                              |
| - | --------------- | -------- | -------------- | ----------- | --------------------------------------- |
| 1 | Макино Нарихару | 牧野成春 | 1705 — 1707    | 1682 — 1707 | Приемный сын и преемник Макино Нарисады |
| 2 | Макино Наринака | 牧野成央 | 1707 — 1712    | 1699 — 1719 | Старший сын Макино Нарихару             |

- Род Мацудайра (ветвь Окоти-Нагасава), 1712—1729 (фудай-даймё)

| № | Имя                | Имя      | Годы правления | Годы жизни  | Примечания                     |
| - | ------------------ | -------- | -------------- | ----------- | ------------------------------ |
| 1 | Мацудайра Нобутоки | 松平信祝 | 1712 — 1729    | 1689 — 1744 | Старший сын Мацудайры Нобутэру |

- Род Мацудайра (ветвь Хондзё), 1729—1749 (фудай-даймё)

| № | Имя                | Имя       | Годы правления | Годы жизни  | Примечания                                                      |
| - | ------------------ | --------- | -------------- | ----------- | --------------------------------------------------------------- |
| 1 | Мацудайра Сукэкуни | 松平 資訓 | 1729 — 1749    | 1700 — 1752 | Второй сын хатамото Сано Кацуёри, усыновлён Мацудайрой Сукэтоси |

- Род Мацудайра (Окоти-Нагасава), 1752—1871 (фудай-даймё)

| № | Имя                 | Имя       | Годы правления | Годы жизни  | Примечания                                                     |
| - | ------------------- | --------- | -------------- | ----------- | -------------------------------------------------------------- |
| 1 | Мацудайра Нобунао   | 松平信復  | 1729 — 1768    | 1719 — 1768 | Старший сын Мацудайры Нобутоки                                 |
| 2 | Мацудайра Нобуия    | 松平信礼  | 1768 — 1770    | 1737 — 1770 | Второй сын Мацудайры Нобунао                                   |
| 3 | Мацудайра Нобуакира | 松平 信明 | 1770 — 1817    | 1763 — 1817 | Старший сын и преемник Мацудайры Нобуия                        |
| 4 | Мацудайра Нобуёри   | 松平 信順 | 1817 — 1842    | 1793 — 1844 | Второй сын Мацудайры Нобуакиры                                 |
| 5 | Мацудайра Нобутоми  | 松平信宝  | 1842 — 1844    | 1824 — 1844 | Старший сын и преемник Мацудайры Нобуёри                       |
| 6 | Мацудайра Нобуаки   | 松平信璋  | 1844 — 1849    | 1827 — 1849 | Сын хатамото Мацудайры Нобутоси, усыновлён Мацудайрой Нобутоми |
| 7 | Мацудайра Нобухиса  | 松平 信古 | 1849 — 1871    | 1829 — 1889 | Второй сын Манабэ Акикацу, усыновлён Мацудайрой Нобуаки        |